# Akkerleeuwenbek
De akkerleeuwenbek (Misopates orontium, synoniem: Antirrhinum orontium) is een eenjarige plant uit de weegbreefamilie (Plantaginaceae). De soort staat op de Nederlandse Rode lijst van planten als vrij zeldzaam en sterk afgenomen. De plant komt voor in Eurazië.
De plant wordt 8-30 cm hoog. De opgaande stengel is aan de bovenkant klierachtig behaard. De lijnvormige tot ovaal-elliptische bladeren zijn 2-5 cm lang en 2-7 mm breed.
De akkerleeuwenbek bloeit van juni tot oktober in ijle trossen. De tweeslachtige bloemen zijn helderroze, soms wit en op de kroonbladen komen donkerder strepen voor. De bloemen zijn 1-1,5 cm lang en korter dan de schutbladeren. De kelkslippen zijn lijnvormig.
De vrucht is een eivormige, 8-10 mm grote, met poriën openspringende (dehiscente) doosvrucht en heeft klierachtige haartjes. De zaden zijn iets afgeplat.
De akkerleeuwenbek komt voor op open, vochtige, matig voedselrijke gronden van bouwland, tuinen en langs spoorlijnen.

## Namen in andere talen
- Duits: Acker-Löwenmaul, Feldlöwenmaul
- Engels: Lesser snapdragon
- Frans: Muflier des champs